# 建国街街道
建国街街道，是中华人民共和国河北省张家口宣化区下辖的一个乡镇级行政单位。

## 行政区划
建国街街道下辖以下地区：
建国街北社区、新建街社区、中山大街社区、长春路社区、环保社区和建国东社区。